# عزل (رعاية صحية)

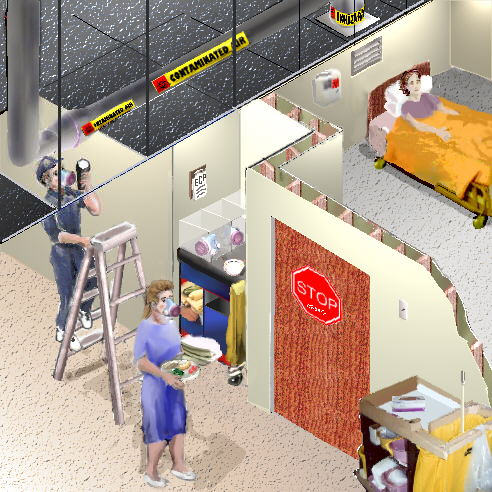
يوضّح هذا الشرح الذي قامت به إدارة السلامة والصحة المهنية الأميركية (OSHA) لرعاية مرضى السلّ جوانب عدّة لمكافحة العدوى في المستشفيات والعزل. تتضمن هذه الجوانب التحكّم الهندسي (من خلال نظام أنابيب التهوية المخصّص)، ومعدات الوقاية الشخصية (PPE) وأقنعة التنفّس (N95)، والرموز والبطاقات التحذيرية (بحيث يكون المحتوى مخطط له)، وحاويات النفايات المخصصة، وتدريب مكثّف على تدبير شؤون المكان.

يمثّل العزل، في مرافق الرعاية الصحية أحد الإجراءات المتعددة التي يمكن تنفيذها لتطبيق مكافحة العدوى، بحيث يمنع انتقال الأمراض المعدية من مريض ما إلى مرضى آخرين وإلى العاملين في الرعاية الصحيّة والزوّار، أو من أناس من الخارج إلى أحد المرضى (وهذا هو العزل المضادّ).
توجد أشكال متعددة للعزل، يتضمن بعضها طرق تواصل طفيف، بينما يتضمن بعضها الآخر إبقاء المرضى بعيداً عن الآخرين.
وفي نظام صمّمته مراكز مكافحة الأمراض واتقائها في الولايات المتحدة (CDC) (Centers for Disease Control and Prevention) وراجعته بشكل دوريّ، تشتمل المستويات المتعددة من عزل المرضى على تطبيق واحد أو أكثر من التدابير التي وُصفت رسمياً بـ «الوقائية».
يُطبّق العزل عادةً عندما يكون المريض مصاب بمرض فيروسي أو بكتيري مُعدٍ (ويكون قابلاً للانتقال من شخص لآخر بغضّ النظر عمّا إذا كان الشخص قد أصيب بهذا المرض من قبل أم لا). تُسْتخدم معدّات خاصّة في تدبير شؤون المرضى الخاضعين للأشكال المتعددة من العزل. وعادةً ما تتضمّن معدات الوقاية الشخصية، كالمعاطف والأقنعة والقفازات، وأدوات التحكم الهندسية، كغرف الضغط الإيجابي والضغط السلبي ومعدّات تدفق الهواء الصفحي والحواجز الميكانيكية والهيكلية المتنوعة. قد يتم بناء أقسام عزل مخصّصة مع بناء المستشفى، أو قد تُخَصَّص وحدات للعزل داخل المباني الطبية بشكل مؤقت عند حدوث حالات طوارئ وبائية.

## تعريفات
يُعرّف العزل على أنه الانفصال أو الحجز الطوعي أو الإجباري لمن يُعرَف أو يُشتبه بإصابتهم بعامل الأمراض المعدية (سواء كانوا مرضى أم لا) لمنع حدوث عدوى جديدة. في هذا الشكل من أشكال العزل، يتمّ فرض تدابير وقائية تمنع انتقال العدوى.
في المقابل، فإنّ الحجر الصحي هو فصل وحجز إجباري مع تقييد حركة الأشخاص أو الجماعات السليمة والتي من المحتمل أنها تعرّضت لعامل مرضيّ، وذلك لمنع انتقال عدوى جديدة.
وفي ما يخصّ الاحتواء البيولوجي، فهذا المصطلح يطلق على السلامة البيولوجية في مختبرات الأحياء الدقيقة والتي يتم فيها تحقيق الاحتواء المادي (BSL-3, BSL-4) للكائنات الحية المسببة للأمراض من خلال أدوات المكافحة الهندسية المدمجة.

## أنواع التدابير الوقائية

### التدابير الوقائية الشاملة
في الطبّ، يطلق مصطلح التدابير الوقائية الشاملة على تجنّب الاتصال مع السوائل البدنية للمرضى؛ من خلال ارتداء مواد غير مساميّة، مثل القفازات الطبية، ونظارات الوقاية، والأغطية الواقية للوجه. ووُضِع هذا الإجراء موضع التنفيذ على نطاق واسع على مدى الأعوام 1985-1988م.
عام 1987م، تمّ إجراء تعديلات على التدابير الوقائية الشاملة من خلال مجموعة من القوانين التي تعرف بـ «عزل موادّ الجسم».
عام 1996م، تمّ استبدال الطريقتين بالمنهج الأحدث المعروف بـ «التدابير الوقائية القياسية». ويوصى الآن باستخدام معدات الحماية الشخصية في جميع المنشآت الصحية.

### التدابير الوقائية التي تختصّ بالانتقال
المقالة الرئيسية: (Transmission-based precautions)
إنّ التدابير الوقائية التي تختصّ بالانتقال هي تدابير إضافية لمكافحة العدوى، إلى جانب التدابير الوقائية القياسية/ العالمية، حيث تطبَّق أحدث الممارسات الروتينية للوقاية من العدوى على المرضى الذين يُعرف أو يشتبه بإصابتهم بعوامل عدوى أو حملهم لها، بما في ذلك بعض مسبّبات الأمراض الوبائية الحرجة. وهذه المسببات تتطلب إجراءات مكافحة إضافية لمنع الانتقال منعاً فاعلاً.
هنالك 3 أنواع للتدابير الوقائية التي تختصّ بالانتقال:
•تدابير وقائية للاتصال هدفها منع انتقال عوامل العدوى، ويشمل ذلك الكائنات الحية الدقيقة الوبائية الحرجة، والتي تنتشر بفعل الاتصال المباشر أو غير المباشر مع بيئة المريض أو المرضى.
•التدابير الوقائية من السوائل هدفها منع انتقال مسببات الأمراض التي تنتشر من خلال الاتصال التنفسي أو اتصال الغشاء المخاطي القريب مع إفرازات الجهاز التنفسي.
•تَمنع التدابير الوقائية من عوامل العدوى المنقولة عبر الهواء انتقال هذه العوامل التي تبقى معدية على مسافات جوية طويلة، مثل فيروس الروبيولا (الحصبة) وفيروس جدري الماء والسلّ وربما فيروس السارس التاجي.

## أشكال العزل

### العزل الصارم
يطبّق العزل الصارم عند وجود أمراض تنتشر عبر الهواء وفي بعض الحالات بالاتصال. فيجب عزل المرضى لمنع انتشار الأمراض المعدية. عادةً ما يوضع الذين يتمّ عزلهم عزلاً صارماً في غرفة خاصة في المبنى صمّمت خصيصاً لهذا الغرض. يتمّ تزويد هكذا غرف بمراحيض خاصة ومعدّات رعاية.

### عزل الاتصال
يطبّق عزل الاتصال بهدف منع انتشار ما يمكن نشره من خلال الاتصال مع الجروح المفتوحة. يتطلب اتصال العاملين في الرعاية الصحية مع المريض في عزل الاتصال أن يلبسوا القفازات، وفي بعض الأحيان معطفاً خاصاً.

### عزل الجهاز التنفسي
يطبّق عزل الجهاز التنفسي في حالة وجود أمراض تنتقل عبر الجسيمات التي تخرج مع الزفير. يُطلب ممّن يتصّلون مع هكذا مريض أو يحتكّون معه ارتداء قناع.

### العزل المضاد
إنّ العزل المضاد هو طريقة لوقاية المرضى الذين هم في وضع صحيّ خطر من الجراثيم التي يمكن انتقالها عبر أشياء أو أشخاص آخرين. عادةً ما يتضمن هذا العزل استخدام معدّات تدفق الهواء الصفحي والحواجز الميكانيكية، وذلك لتجنّب الاتصال الجسدي مع الآخرين ولعزل المريض عن أية مسببّات للأمراض تتواجد في البيئة الخارجية.

### العزل المرتفع
يُطبّق العزل المرتفع بهدف منع انتشار الأمراض شديدة العدوى بالاتصال أو التي يعقبها نتائج وخيمة أو التي يمكن انتقالها عن طريق عوامل العدوى، مثل الجدري أو فيروس ايبولا. ويتطلب التواجد في الأماكن التي تطبّق هذا النوع من العزل الاستخدام الإلزامي للقفازات (أو القفازات المزدوجة إذا كان ذلك مناسباً) والغطاء الحامي للعين، كالنظارات الواقية أو قناع الوجه، والرداء المضادّ الماء (أو بدلة تيفيك الواقية (Tyvek suit)، إذا كان ذلك مناسباً)، وقناع التنفس، وليس فقط الاكتفاء بالكمامة الجراحية. وتُستخدم في بعض الأحيان غرف الضغط السلبي وأقنعة الأكسجين (PAPRs).
(إنّ نظام الاحتواء البيولوجي الطبي الجوي (ABCS) هو وحدة عزل مرتفع يمكن نقلها جوّاً تُستخدم لنقل المرضى شديدي العدوى).

## تأثيرات العزل
وللعزل تأثيرات سلبية يمكن أن تصيب المريض وطاقم العمل، نذكر منها:
•قد لا يتمكّن المريض من استقبال الزوار، وبذلك يصبح وحيداً.
•قد يصبح المريض قلقاً.
•قد يشعر الأطفال الصغار بأنّ عزلهم عقاب لهم.
•قد يحتاج طاقم العمل قضاء وقت أكثر مع المرضى.
•قد لا يستطيع المرضى الحصول على نوع معين من الرعاية، وذلك لأنّ المرضى الآخرين يكونون عرضة لخطر الإصابة.
وهذا يتضمّن مظاهر للرعاية تقتضي استخدام معدّات مشتركة بين جميع المرضى في المبنى، أو تقتضي نقل المريض لمنطقة يتشارك بها جميع المرضى.

## العاملون المرضى
قد لا يسمح للعاملين بالرعاية الصحية الذين يصابون بعوامل عدوى من العمل مع المرضى لبعض الوقت. على الرغم من اختلاف القوانين والقواعد من منشأة لأخرى، فإنّ الخطوط العريضة التي تمّ وضعها توصي بإعفائهم من العمل لمدة 48 ساعة.
من الناحية العملية، لا يعتبر هذا النوع من مكافحة العدوى «عزلاً».